# Parti travailliste (Royaume-Uni)
Pour les articles homonymes, voir Labour (homonymie), Llafur (homonymie) et Parti travailliste.
Le Parti travailliste (en anglais : Labour Party ; en gallois : Llafur) est un parti politique britannique de centre gauche à gauche. Il forme depuis le 5 juillet 2024 le gouvernement à la Chambre des communes et dirige un gouvernement minoritaire au pays de Galles. Il constitue également le premier parti à l'Assemblée de Londres.
Fondé en 1900 par les syndicats, il devance le Parti libéral à partir des années 1920 et devient ainsi l'un des deux partis principaux du Royaume-Uni avec le Parti conservateur.
Le Parti travailliste accueille traditionnellement une grande diversité d'opinions, de fortement socialistes à sociales-démocrates, bien qu'il prenne un tournant centriste (connu sous le nom de New Labour) dans les années 1990 et 2000 sous la direction des Premiers ministres successifs Tony Blair et Gordon Brown, au pouvoir de 1997 à 2010. Toutefois, l'élection éclatante à la tête du parti en septembre 2015 de Jeremy Corbyn, membre de l'aile radicale du parti et très critique du bilan de Blair, témoigne d'un retour à gauche.
Les élections générales de 2019 marquent le pire résultat pour les travaillistes depuis 1935 face aux conservateurs emmenés par le Premier ministre Boris Johnson, ce qui entraîne la démission de Corbyn et l'élection de Keir Starmer à la direction du parti. Si Starmer opère un recentrage politique, des éléments populistes du discours de Corbyn subsistent.
Le 4 juillet 2024, le Parti travailliste remporte une large victoire aux élections législatives mettant fin à 14 ans de pouvoir conservateur,.

## Idéologie
Le Parti travailliste est initialement fondé comme un moyen pour les syndicats d'être représentés au sein du Parlement britannique. Il ne s'est revendiqué socialiste qu'à l'adoption des premiers statuts du parti en 1918. Cet élément socialiste, la « Clause IV » originale, revendiquait la nationalisation des « moyens de production, distribution et échange ». Bien qu'un tiers de l'industrie britannique ait été nationalisé après la Seconde Guerre mondiale, la droite du parti a commencé à partir des années 1950 à questionner l'objectif d'étendre la propriété publique, notamment autour du chef du parti Hugh Gaitskell.
Une tentative de modifier la « Clause IV » a échoué en 1959 et ce n'est que sous la direction de Tony Blair en 1994 que l'objectif de nationalisation de l'économie est supprimé dans l'idée qu'il repoussait des électeurs potentiels. Les réformes de ce dernier créerent le 'New Labour', remplacant l'idéologie socialiste par un ideal social-démocrate de marché. Dans cet esprit, les manifestes électoraux du Parti travailliste ne contiennent plus le mot « socialisme » depuis 1992. La nouvelle version de la « Clause IV », bien qu'affirmant toujours l'attachement au socialisme démocratique,, ne mentionne plus la propriété publique de l'industrie. À sa place, elle plaide pour « l'entreprise de marché et la rigueur de la concurrence » avec des « services publics de qualité » eux-mêmes pas nécessairement au sein du secteur public.

## Organisation
Le Parti travailliste est composé de partis de circonscription, de syndicats affiliés et de sociétés socialistes.

### Organes du parti

#### Partis de circonscription
Un parti travailliste de circonscription (Constituency Labour Party) regroupe les membres individuels du parti qui vivent dans une circonscription en Angleterre, en Écosse et au pays de Galles. Jusqu'à récemment, le Parti travailliste n'autorisait pas les résidents d'Irlande du Nord à devenir membre, soutenant à la place le Parti social-démocrate et travailliste local. Mais depuis 2003 les résidents nord-irlandais peuvent adhérer à un parti de circonscription qui couvre toute la province, mais ce dernier ne présente toujours pas de candidat en Irlande du Nord.
Le parti avait 193 961 adhérents au 31 décembre 2010.
Un parti de circonscription est divisé en partis de branche, l'échelon le plus local du Parti travailliste. Chaque parti de circonscription est géré par un comité exécutif et un comité général composés de délégués des branches, des syndicats affiliés et des sociétés socialistes dans la circonscription. Chaque parti de circonscription est en outre doté d'un président, deux vice-présidents, un secrétaire, un délégué aux jeunes travaillistes, un trésorier, un délégué aux femmes et un délégué aux minorités ethniques.
Une des fonctions d'un parti de circonscription est de désigner le candidat travailliste pour les prochaines élections générales. Lorsque la circonscription a un député travailliste sortant, le parti de circonscription organise un « trigger ballot » (« vote déclencheur ») pour savoir s'il souhaite enclencher une nouvelle procédure de sélection ou préfère reconduire comme candidat le député sortant. Il est rare pour un député en place de « perdre » son « trigger ballot ».
Si le siège de la circonscription est occupé par un autre parti ou si le député travailliste sortant se retire ou perd le « trigger ballot », le parti de circonscription sélectionne un candidat selon les procédures prévues par le comité exécutif national, qui peut choisir de réserver la circonscription à une femme. Le candidat peut être choisi sur une liste de pré-candidats approuvés nationalement mais s'il est choisi en dehors de cette liste, le comité exécutif national doit approuver le choix. Dans des circonstances exceptionnelles, le comité exécutif national peut opposer son véto au choix d'un parti de circonscription.

#### Parti parlementaire et chef du parti
Les députés et lords travaillistes forment le parti parlementaire (« Parliamentary Labour Party »). Comme c'est la norme dans le système de Westminster, le chef du parti est à la fois le leader du parti et celui du parti parlementaire et est nommé Premier ministre quand le parti est au gouvernement.
À l'origine, le chef était élu par le parti parlementaire seul. Par la suite, un système de pondération entre trois collèges électoraux est utilisé : les voix des parlementaires (députés, lords, députés européens), des organisations affiliées (syndicats et sociétés socialistes) et des membres individuels des partis de circonscription comptent pour un tiers. Toutefois, après l'élection d'Ed Miliband, le système a été modifié et le chef est désormais élu par un collège unique de tous les adhérents. Le scrutin se déroule selon le système du vote unique transférable.
Le parti parlementaire garde toutefois une grande importance : les ministres (au gouvernement) ou le cabinet fantôme (dans l'opposition) sont choisis par le chef parmi ses membres et il peut convoquer un congrès extraordinaire pour changer le chef.

##### Liste des chefs
- Keir Hardie 1906-1908
- Arthur Henderson 1908-1910
- George Nicoll Barnes 1910-1911
- Ramsay MacDonald 1911-1914
- Arthur Henderson 1914-1917
- William Adamson 1917-1921
- John Clynes 1921-1922
- Ramsay MacDonald 1922-1931
- Arthur Henderson 1931-1932
- George Lansbury 1932-1935
- Clement Attlee 1935-1955
- Hugh Gaitskell 1955-1963
- Harold Wilson 1963-1976
- James Callaghan 1976-1980
- Michael Foot 1980-1983
- Neil Kinnock 1983-1992
- John Smith, 1992-1994
- Tony Blair 1994-2007
- Gordon Brown 2007-2010
- Ed Miliband 2010-2015
- Jeremy Corbyn 2015-2020
- Keir Starmer depuis 2020

#### Congrès et forums des politiques
Le congrès (« Conference ») est l'organe de décision suprême du Parti travailliste. Il est composé de délégués des partis de circonscription et des organisations affiliées et a lieu, comme pour les autres partis britanniques, tous les ans à l'automne. Le congrès peut adopter des résolutions sur des sujets politiques mais, ces dernières années, les débats de fond ont de plus en plus souvent lieu dans d'autres organes. Le congrès se conclut chaque année par un discours du chef, toujours très suivi.
Le forum national des politiques (« National Policy Forum ») est un organe créé sous Tony Blair composé de 186 membres représentants des élus, organisations affiliées ou des membres individuels. Il est chargé d'animer des débats sur les politiques du parti et soumet des rapports au congrès et au comité exécutif national.

### Organisations affiliées

#### Syndicats affiliés
Le Parti travailliste a été fondé par le mouvement syndical pour le représenter au sein du Parlement britannique et aujourd'hui encore le parti entretient des liens étroits avec les syndicats.
Ainsi, un syndicat peut choisir de s'affilier au parti travailliste et paye alors des cotisations au parti. En retour, les membres du syndicats sont membres affiliés du Parti travailliste : ils choisissent 32 membres du comité exécutif national et élisent la moitié des délégués aux congrès du parti. Souvent, les sections locales d'un syndicat sont affiliées au parti de circonscription.
Les membres d'un syndicat peuvent individuellement choisir de se retirer du parti (« opt out »).
Ces dernières années, les liens entre le parti et les syndicats ont parfois été difficiles. Certains critiquent le poids des syndicats dans la désignation de candidats alors que certains syndicats affiliés considèrent que les prises du position du parti ne vont pas forcément dans leur sens. Le syndicat de la marine, du chemin de fer et des transports ainsi que celui des pompiers se sont désaffiliés du parti. En 2013, Ed Miliband a proposé que les membres des syndicats affiliés ne soient plus automatiquement membres du Parti travailliste et aient l'option individuelle d'y adhérer (« opt in »).

#### Sociétés socialistes
Les sociétés socialistes sont des organisations autres que les syndicats qui sont affiliées au Parti travailliste. La plus connue est la Fabian Society. Les sociétés socialistes sont représentées au sein des organes du parti.
Le Co-operative Party a un statut similaire à une société socialiste, bien qu'il s'agisse en fait d'un parti politique différent : il a un accord permanent avec le Parti travailliste et les deux partis présentent conjointement des candidats sous l'étiquette Labour and Co-operative.

### Affiliation européenne et internationale
Le Parti travailiste est membre fondateur du Parti socialiste européen et ses eurodéputés font partie du groupe S&D.
Le Parti travailliste était membre de l'Internationale ouvrière socialiste de 1923 à 1940. Depuis 1951, il est membre de l'Internationale socialiste fondée notamment par Clement Attlee. Toutefois, en février 2013, le Parti travailliste a décidé d'adopter le statut de membre observateur en raison de « soucis éthiques et pour développement la coopération internationale à travers d'autres réseaux ».
En 2013, les travaillistes britanniques ont participé à la fondation de l'Alliance progressiste.

## Histoire

### Fondation
L'origine du Parti travailliste remonte à la fin du XIXe siècle, au moment où apparait la nécessité d'une représentation politique pour le prolétariat urbain qui vient d'acquérir le droit de vote. Des syndicalistes se rapprochent de la politique et le Parti libéral soutient quelques-uns de ces candidats issus du monde du travail : le premier candidat « Lib-Lab » est George Odger, candidat lors d'une élection partielle à Southwark. De plus, plusieurs petits groupes socialistes se forment à la même période dans l'objectif d'entrer en politique, comme le Parti travailliste indépendant, la Fabian Society (intellectuels de classe moyenne), la Fédération sociale-démocratique (marxiste) ou le premier Parti travailliste écossais.
Lors des élections générales de 1895, le Parti travailliste indépendant présente 28 candidats mais n'obtient que 44 325 voix. Keir Hardie, chef du parti, est alors convaincu que pour être représenté au Parlement, il est nécessaire pour ces mouvements de gauche de s'unir.

### Labour Representation Committee

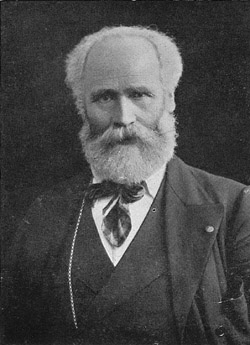
Keir Hardie, l'un des fondateurs du Parti travailliste et son premier dirigeant.

En 1899, Thomas R. Steels, membre du syndicat des travailleurs des chemins de fer, propose à sa section que le Trades Union Congress (TUC) convoque un congrès spécial d'unification des organisations de gauche au sein d'un organisme unique qui soutiendrait des candidats aux élections. La motion réunit les voix nécessaires au sein du TUC et le congrès se tient au Memorial Hall de Farringdon Street les 26 et 27 février 1900. La rencontre voit la participation d'une large partie des organisations de travailleurs et de gauche — les syndicats représentaient environ un tiers des délégués.
Après débat, les 129 délégués adoptent la motion de Hardie afin d'établir « un groupe distinct des travailleurs au Parlement, qui aura ses propres consignes de vote et s'accordera sur ses politiques qui intégreront la possibilité de coopérer avec tout parti qui serait engager dans la promotion de lois dans les intérêts des travailleurs ». Ainsi est créé le Labour Representation Committee (LRC) destiné à coordonner le soutien aux députés affiliés aux syndicats et représentant la classe ouvrière. Le LRC n'avait pas de chef et Ramsay MacDonald en est élu secrétaire. Mais il éprouve des difficultés à garder unies les différentes opinions au sein du LRC et les élections anticipées de 1900 se tiennent trop rapidement pour que le LRC puisse réellement faire campagne. Seulement 15 candidats sont présentés mais deux sont tout de même élus : Keir Hardie au pays de Galles et Richard Bell en Irlande.
Le soutien pour LRC s'accroit en 1901 à la suite du cas de la vallée de la Taff, un différend entre des grévistes et une compagnie de chemin de fer qui se termine par l'obligation pour le syndicat de payer 23 000 £ de dommages. Le jugement rend de fait les grèves illégales puisqu'il permet aux employeurs d'en faire supporter le coût aux syndicats. L'apparente connivence du gouvernement conservateur d'Arthur Balfour avec les intérêts industriels intensifie le soutien au LRC contre un gouvernement qui semble n'avoir que peu d'intérêt pour les ouvriers.

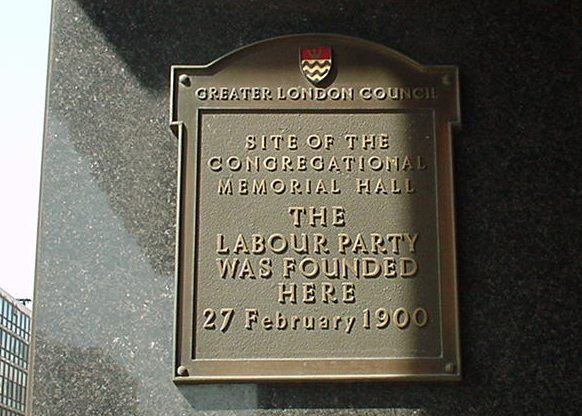
Plaque à la Caroone House, au 14, Farringdon Street, à Londres.

Lors des élections de 1906, le LRC remporte 29 sièges, aidé par un pacte secret entre Ramsay MacDonald et le whip du Parti libéral Herbert Gladstone afin d'évider une division des voix entre les candidats travaillistes et libéraux contre les conservateurs. Lors de leur première réunion après les élections, le 15 février 1906, les députés adoptent formellement le nom Labour Party. Keir Hardie est élu président du parti parlementaire avec une voix d'avance sur David Shackleton.
Dans les premières années, le Parti travailliste indépendant fournit la majorité de la base militante car le Parti travailliste ne dispose pas d'adhérents propres avant 1918 mais existe comme une coalition d'organismes affiliés. La Fabian Society est alors à l'origine de la réflexion intellectuelle du parti.

### Premières années
Les élections de 1910 voient l'élection de 42 députés travaillistes à la Chambre des communes, une performance compte tenu du fait qu'une année auparavant la Chambre des lords avaient rendu le jugement Osborne interdisant aux syndicats de financer les campagnes électorales et les salaires des députés travaillistes. Les libéraux, au gouvernement, ne sont pas prêts à revenir sur cette décision judiciaire par une loi et introduisent à la place un salaire pour les députés afin de contourner la nécessité d'impliquer les syndicats. Mais en 1913, face à l'opposition syndicale, le Trade Disputes Act autorise les syndicats à financer à nouveau les députés travaillistes.
Pendant la Première Guerre mondiale, le Parti travailliste se divise entre soutiens et opposants au conflit, mais ces derniers sont de plus en plus nombreux au fil du temps. Ramsay MacDonald, opposant à la guerre, démissionne comme chef du Parti travailliste parlementaire et Arthur Henderson le remplace comme principal dirigeant au sein du parti. Il entre rapidement au cabinet de guerre de Herbert Henry Asquith, devenant le premier travailliste nommé ministre.
En dépit, du soutien majoritaire du Parti travailliste pour la coalition, le Parti travailliste indépendant joue un rôle important dans l'opposition à la conscription via des organisations comme la No-Conscription Fellowship alors que le British Socialist Party, affilié au Parti travailliste, organise un certain nombre de grèves non officielles.
Arthur Henderson démissionne du gouvernement en 1917 alors qu'au sein du parti certains en appellent à son remplacement par George Nicoll Barnes. La croissance de la base militante et de l'organisation du Parti travailliste se reflètent dans les résultats des élections après la guerre alors que le mutualisme crée son propre parti, le Co-operative Party. Le Co-operative Party et le Parti travailliste trouvent par la suite un accord.
Avec le Representation of the People Act de 1918, presque tous les hommes et la plupart des femmes de plus de 30 ans obtiennent le droit de vote, triplant presque l'électorat de 7,7 millions d'électeurs en 1912 à 21,4 millions en 1918. Ce changement permet une percée de la représentation travailliste au Parlement.
Le Parti communiste de Grande-Bretagne se voit refuser son affiliation au Parti travailliste en 1921 et 1923. Quant au Parti libéral, il décline rapidement et souffre d'une importante scission qui permet au Parti travailliste d'attirer une grande partie des électeurs libéraux. Lors des élections de 1922, le Parti travailliste remporte 142 sièges et arrive en deuxième position : il devient l'opposition officielle au gouvernement conservateur. Ramsay MacDonald, revenu en grâce, devient le premier chef officiel du Parti travailliste.

### 1924: premier gouvernement travailliste

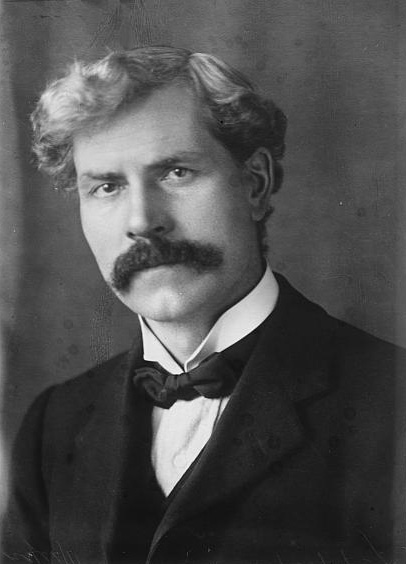
Ramsay MacDonald, premier Premier ministre travailliste en 1924 et de 1929 à 1931.

La campagne pour les élections générales de 1923 a lieu autour des propositions protectionnistes des conservateurs mais, bien qu'ils remportent le plus de voix et de sièges, ils perdent leur majorité au Parlement. Ainsi, avec le soutien des libéraux d'Asquith, Ramsay MacDonald devient le premier Premier ministre travailliste en janvier 1924 formant un gouvernement travailliste en dépit du fait que les travaillistes ne disposent que de 191 députés (moins d'un tiers de la Chambre des communes).
Le gouvernement MacDonald se maintient grâce au soutien des libéraux et ne peut faire adopter aucune législation socialiste par la Chambre des communes. La seule loi importante adoptée est le Wheatley Housing Act qui lance un programme de construction de 500 000 maisons pour les louer à des familles de la classe ouvrière. Le gouvernement étend par ailleurs les droits au chômage.
Bien qu'il y ait peu de grèves pendant son mandat, MacDonald tente de les arrêter rapidement. Quand des membres de la direction du Parti travailliste critiquent le gouvernement, il répond que « les allocations publiques, la défiance envers le gouvernement national, les grèves pour des hausses de salaires, les grèves du zèle ne sont pas le socialisme mais en plus elles rendent confus l'esprit et la politique du mouvement socialiste,. »
Le gouvernement tombe après neuf mois, lorsque les libéraux votent en faveur d'une commission d'enquête sur le cas Campbell, un vote dont MacDonald avait fait un vote de confiance. Peu avant les élections générales de 1924 qui s'ensuivirent, la presse conservatrice diffusa le contenu d'une lettre attribuée à Grigori Zinoviev, le président de l'Internationale communiste, qui semble démontrer que l'Union soviétique s’apprête à interférer dans les affaires intérieures britanniques afin de favoriser le Parti travailliste. Il est désormais établi que ce document était un faux créé par les services de renseignement (MI6). Malgré cela, le vote travailliste se maintient et c'est l'effondrement du Parti libéral qui permet aux conservateurs de remporter une large victoire.
Dans l'opposition, MacDonald continue sa politique de présentation du Parti travailliste comme une force modérée. Pendant la grève générale de 1926, le parti s'oppose à la grève générale arguant que la meilleure façon d'obtenir des réformes sociales est le vote.

### 1929-1931: deuxième gouvernement travailliste
Aux élections générales de 1929, le Parti travailliste devient le premier parti avec 287 sièges et 37,1 % des voix mais MacDonald dépend toujours du soutien libéral pour son gouvernement minoritaire. Il nomme au gouvernement Margaret Bondfield, ministre du Travail, la première femme membre du cabinet au Royaume-Uni.
Le krach de 1929 puis la Grande Dépression ont lieu juste après la prise de pouvoir du nouveau gouvernement. À la fin de 1930, le chômage a plus que doublé à 2,5 millions de personnes sans que le gouvernement n'ait de réponse efficace. Durant l'été 1931, le gouvernement se divise sur la question de savoir s'il faut réduire la dépense publique. Alors que la situation économique se détériore, MacDonald forme un gouvernement national avec les conservateurs et les libéraux.
Le 24 août 1931, MacDonald soumet la démission de son gouvernement et conduit certains de ses ministres dans la formation du gouvernement national avec les autres partis. Pour cette action, MacDonald et les ministres travaillistes sont exclus du Parti travailliste. Ils forment l'Organisation travailliste nationale. Le reste du Parti travailliste, dirigé par Arthur Henderson, et quelques libéraux forment l'opposition. Les élections générales de 1931 sont un triomphe pour le gouvernement national alors que le Parti travailliste perd 225 sièges et n'en remportent que 52.

### Années 1930: dans l'opposition
Arthur Henderson, élu en 1931 pour succéder à MacDonald, perd son siège lors des élections générales de 1931. Le seul ancien ministre travailliste à garder son siège, le pacifiste George Lansbury, devient alors chef du parti.
Les travaillistes connaissent une nouvelle scission en 1932 quand le Parti travailliste indépendant, qui depuis plusieurs années divergeait de la ligne de la direction travailliste, se désaffilie du Parti travailliste avant de, progressivement, disparaitre.
Lansbury démissionne de la direction en 1935 après un désaccord sur la politique étrangère. Il est rapidement remplacé par son adjoint, Clement Attlee, qui reste chef du parti pendant deux décennies. Le Parti travailliste connait un rebond lors des élections générales de 1935 où il remporte 154 sièges et 38 % des voix, son meilleur score.
Alors que la menace de l'Allemagne nazie se fait de plus en plus forte à la fin des années 1930, les travaillistes abandonnent progressivement leurs positions pacifistes et soutiennent le réarmement, en particulier sous l'influence d'Ernest Bevin et Hugh Dalton qui, en 1937, persuade le parti de s'opposer à la politique d'apaisement de Neville Chamberlain.

### 1940-1945: coalition de guerre
Lorsque Neville Chamberlain démissionne au printemps 1940, le nouveau Premier ministre Winston Churchill décide d'inviter les autres partis à une union nationale similaire à celle de la Première Guerre mondiale : le Parti travailliste participe au cabinet de guerre et Clement Attlee est nommé lord du sceau privé puis Vice-Premier ministre.
D'autres travaillistes participent au gouvernement de guerre : le syndicaliste Ernest Bevin est ministre du Travail et dirige l'économie de guerre et l'allocation de la main-d'œuvre, Herbert Morrison est secrétaire à l'Intérieur, Hugh Dalton est ministre de la Guerre économique puis président de la Commission du Commerce et A.V. Alexander est premier lord de l'Amirauté, poste qu'il occupait déjà dans le précédent gouvernement travailliste.

### 1945-1951: réformes du gouvernement Attlee

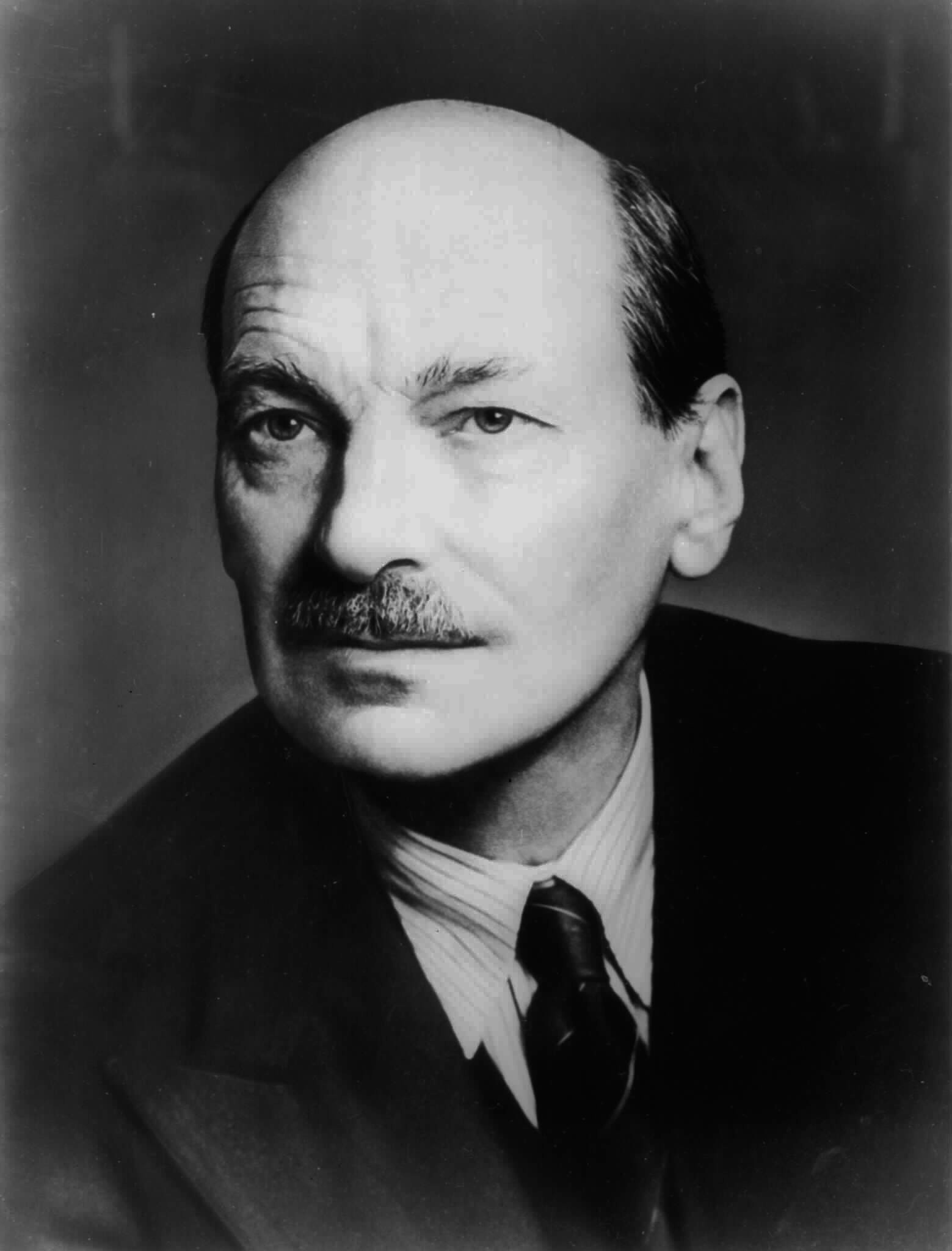
Clement Attlee, Premier ministre de 1945 à 1951.

À la fin de la guerre en Europe, en mai 1945, le Parti travailliste décide de ne pas répéter l'erreur des libéraux en 1918 et, sur l'insistance des syndicats, quitte le gouvernement pour contester les élections générales de 1945 en opposition aux conservateurs de Churchill. À la surprise de nombreux observateurs, les travaillistes remportent une très large victoire avec presque 50 % des voix et 159 sièges de plus que la majorité absolue.

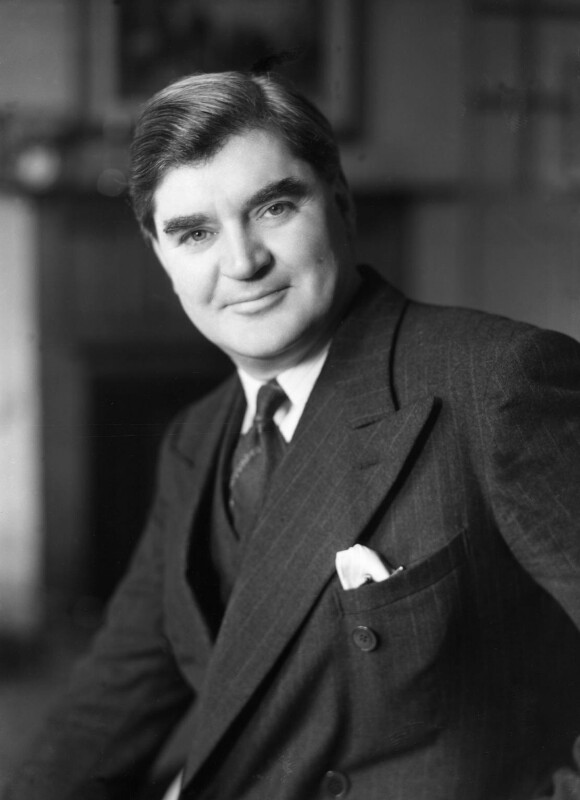
Aneurin Bevan, ministre de la Santé (1945-1951).

Le gouvernement de Clement Attlee se révèle être un des gouvernements britanniques les plus radicaux du XXe siècle, appliquant des politiques économiques keynésiennes, nationalisant d'importantes industries et infrastructures y compris la Banque d'Angleterre, les mines, les aciéries, l'électricité, le gaz et les transports intérieurs (dont les chemins de fer et les canaux). Le gouvernement développe un État-providence conçu par William Beveridge censé s'occuper des Britanniques « du berceau au cercueil ». Encore aujourd'hui, les travaillistes considèrent la création en 1948 du National Health Service (NHS) sous le ministre de la Santé Aneurin Bevan comme sa réalisation la plus importante.
Le gouvernement Attlee engage également le processus de décolonisation de l'Empire britannique en accordant leur indépendance à l'Inde et au Pakistan en 1947, suivis par la Birmanie et Ceylan l'année d'après. Lors d'une rencontre secrète en janvier 1947, Attlee et six ministres dont le secrétaire aux Affaires étrangères Ernest Bevin décident de lancer le développement de l'arsenal nucléaire britannique, en opposition aux positions pacifistes et anti-nucléaires d'une large partie du Parti travailliste.
Les travaillistes remportent les élections générales de 1950 mais avec une majorité réduite à cinq sièges. Peu de temps après, la défense devient un sujet de divisions au sein du parti, en particulier les dépenses militaires (qui atteignent 14 % du PIB en 1951 durant la guerre de Corée) qui poussent à faire des économies sur d'autres postes. Le chancelier de l'Échiquier Hugh Gaitskell introduit des paiements à la charge des patients pour les soins dentaires et ophtalmologiques du NHS, poussant Bevan et Harold Wilson à démissionner du gouvernement au nom du principe de gratuité sur lequel le NHS a été créé.
Aux élections générales de 1951, les travaillistes perdent de peu face aux conservateurs malgré le fait qu'ils soient en tête en nombre de voix. Mais la plupart des réformes introduites par le gouvernement travailliste de 1945-1951 sont acceptées par les conservateurs et font partie du « consensus d'après-guerre » qui dure jusqu'à la fin des années 1970.

### Années 1950: dans l'opposition
Après la défaite de 1951, le Parti travailliste passe 13 années dans l'opposition. Attlee en demeure le chef jusqu'à sa retraite en 1955. Son remplaçant, Hugh Gaitskell, associé à l'aile droite du parti, fait face à des oppositions internes à la fin des années 1950 et au début des années 1960 et les travaillistes perdent les élections générales de 1959.
En 1963, la mort soudaine de Gaitskell ouvre la voie à Harold Wilson.

### 1964-1970: le premier gouvernement Wilson

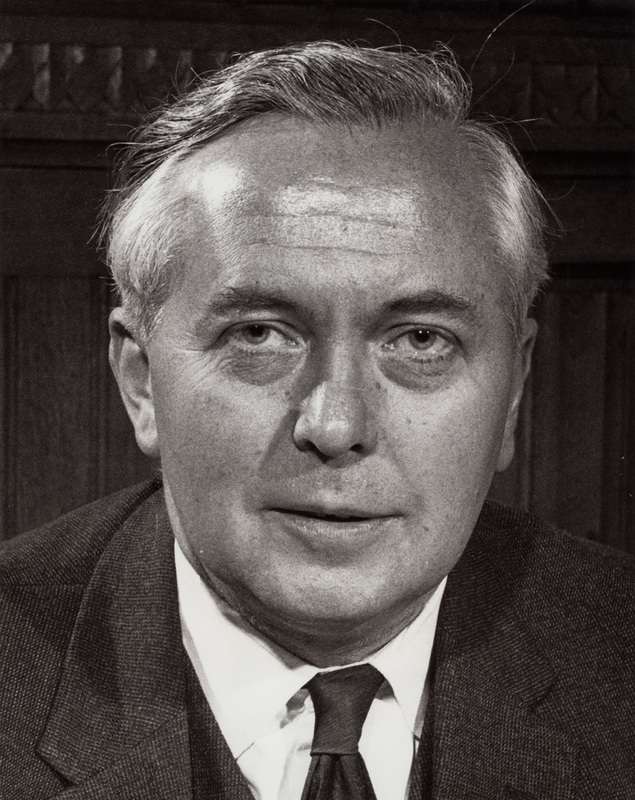
Harold Wilson, Premier ministre de 1964 à 1970 et à nouveau de 1974 à 1976.

Une baisse de la croissance économique et une série de scandales atteignent le gouvernement conservateur au début des années 1960. Le Parti travailliste revient au pouvoir avec une majorité de quatre sièges en 1964, mais améliore cette majorité à 96 aux élections 1966.
Le gouvernement Wilson met en place plusieurs réformes avec le secrétaire à l'Intérieur Roy Jenkins comme l'abolition de la peine de mort en 1964, la légalisation de l'avortement et de l'homosexualité en 1967 et l'abolition de la censure théâtre l'année qui suit. Le gouvernement travailliste étend également l'école ouverte à tous (comprehensive schools) et créé l'Open University.
Toutefois, le gouvernement doit faire face à un important déficit commercial qui crée une crise monétaire et pousse à une dévaluation de la livre. Les travaillistes perdent les élections générales de 1970 face aux conservateurs d'Edward Heath.

### 1970-1974: dans l'opposition
Le Parti travailliste retourne dans l'opposition en 1970 mais conserve Harold Wilson à sa tête. Le gouvernement de Heath rencontre rapidement des problèmes en Irlande du Nord et un conflit avec les mineurs en 1973 qui le pousse à restreindre la consommation d'électricité. Le premier choc pétrolier cause une forte inflation et une récession mondiale.
Les travaillistes reviennent au pouvoir avec Wilson quelques semaines après les élections générales de février 1974 en formant un gouvernement minoritaire avec le soutien des unionistes nord-irlandais. En octobre 1974, Wilson convoque de nouvelles élections et parvient à gagner une majorité, mais de seulement trois sièges.

### 1974-1979: retour au gouvernement
Durant la majorité de son mandat, le gouvernement fait face à de sérieux problèmes économiques avec une majorité précaire à la Chambre des communes alors que le Parti travailliste est divisé sur la question de l'adhésion du Royaume-Uni à la Communauté économique européenne à laquelle le pays a adhéré en 1972. Un référendum en 1975 confirme l'adhésion avec le soutien des deux tiers des électeurs.

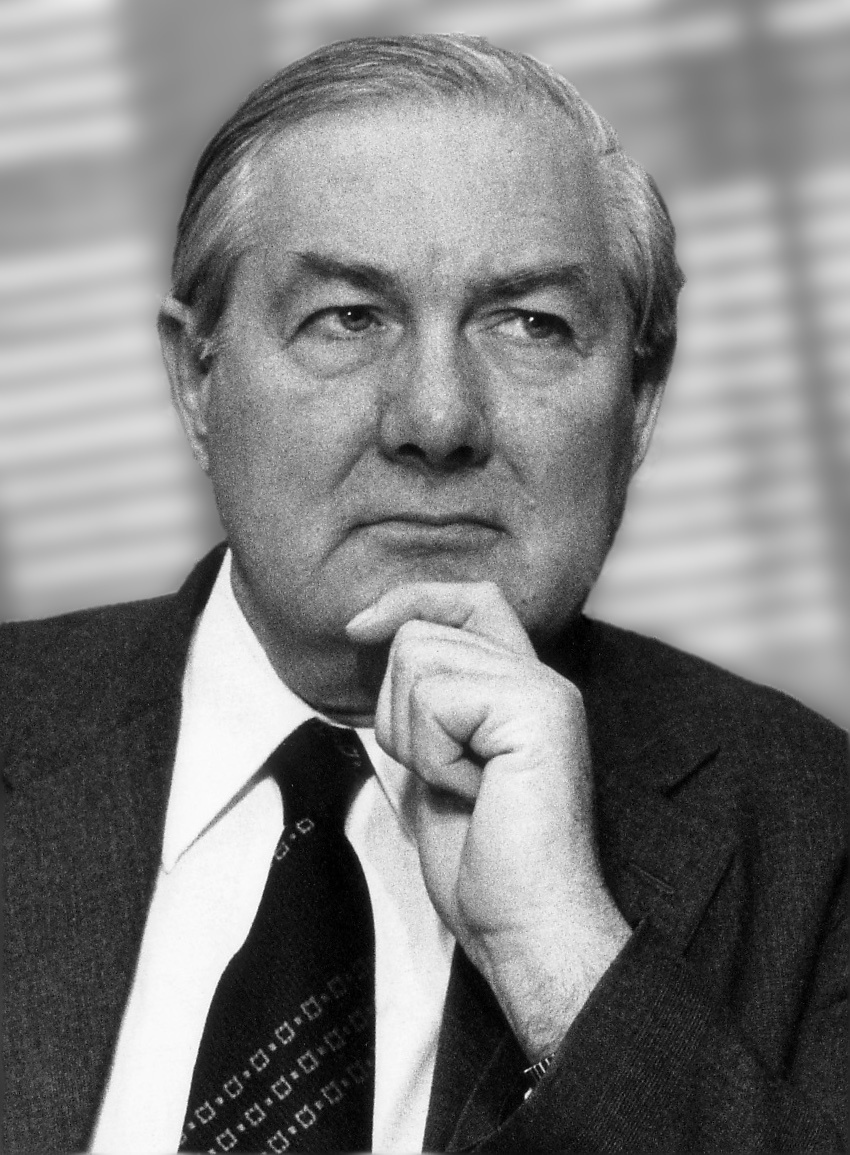
James Callaghan, Premier ministre entre 1976 et 1979.

La popularité personnelle de Harold Wilson demeure relativement haute mais il démissionne brutalement en 1976 et est remplacé par James Callaghan.
Les gouvernements Wilson et Callaghan tentent de contrôler l'inflation (qui atteint 23,7 % en 1975) par une politique de restriction des salaires. L'inflation est réduite à 7,4 % en 1978, mais cette politique tend les relations entre le gouvernement et les syndicats.
Des pertes lors d'élections partielles et la scission du Parti travailliste écossais font qu'en 1977 Callaghan ne contrôle plus qu'une minorité à la Chambre des communes. Un arrangement est négocié avec David Steel, chef du Parti libéral, mais ce Lib-Lab Pact ne dure qu'un an. Par la suite, le gouvernement négocie avec des petits partis comme le Parti national écossais (SNP) ou le Plaid Cymru.
En échange, ces partis nationalistes demandent une dévolution du pouvoir vers l'Écosse et le pays de Galles. Des référendums ont lieu en mars 1979 : les électeurs gallois rejettent la création d'une Assemblée autonome alors que les Écossais l'acceptent de peu mais sans atteindre le quorum de 40 % des inscrits. Quand le gouvernement refuse de créer l'Assemblée écossaise, le SNP retire son soutien au gouvernement : le gouvernement Callaghan perd un vote de confiance à une voix le 28 mars 1979 et des élections sont convoquées.
Dans l'hiver précédent, des grèves importantes avaient eu lieu (conducteurs de camions, cheminots, ouvriers automobiles, agents des gouvernements locaux et des hôpitaux) en faveur de hausses de salaires, durant ce qu'on a appelé l'« Hiver du Mécontentement ». Aux élections générales de 1979, le Parti travailliste est défait par les conservateurs dirigés par Margaret Thatcher.

### 1979-1994: traversée du désert
Après sa défaite de 1979, le Parti travailliste traverse une période de rivalités internes entre une aile gauche, représentée par Tony Benn, et une aile droite représentée par Denis Healey. L'élection de Michael Foot comme chef en 1980 conduit en 1981 au départ de quatre anciens ministres de la droite du parti (Shirley Williams, William Rodgers, Roy Jenkins and David Owen) pour former le Parti social-démocrate (SDP). En 1982, le comité exécutif national juge que l'entrisme de la tendance trotskiste Militant est contraire aux statuts du parti et, en 1983, les cinq membres du comité éditorial du journal de la tendance sont exclus.
Le Parti travailliste est lourdement défait aux élections générales de 1983 avec seulement 27,6 % des voix soit son plus bas score depuis 1918 et à peine un demi-million de voix de plus que l'alliance SDP-Libéraux.

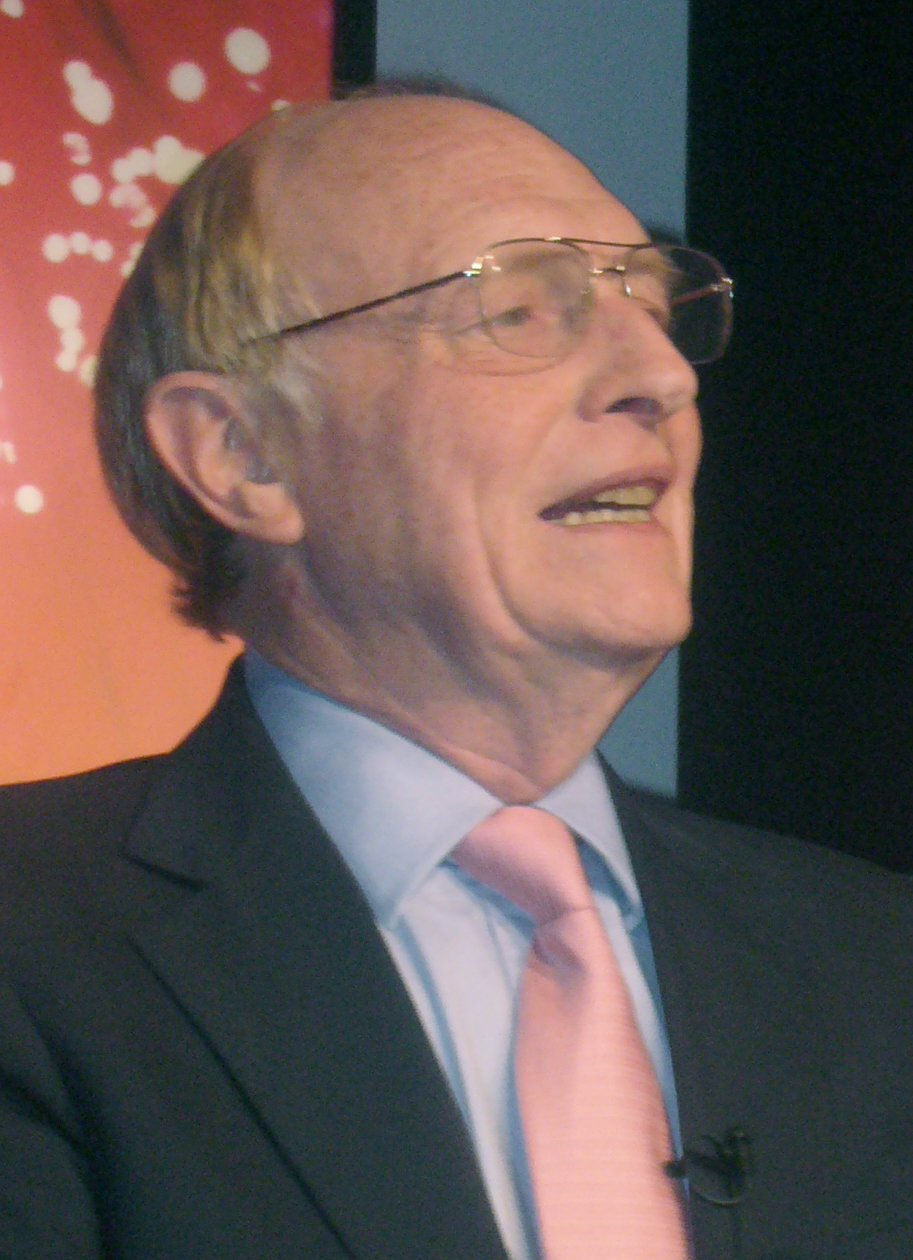
Neil Kinnock, chef du parti dans l'opposition (1983-1992).

Foot démissionne et est remplacé comme chef par Neil Kinnock. Son élection est annoncée le 2 octobre 1983 et la direction abandonne ensuite progressivement ses politiques impopulaires. Les grèves de mineurs de 1984-1985 contre les fermetures de mines, pour lesquelles le leader syndical Arthur Scargill est pointé du doigt, conduisent à un affrontement avec la gauche du parti alors que les tabloïds vilipendent la « loony left », une « gauche folle ».
Le Parti travailliste réussit toutefois à améliorer ses performances lors des élections générales de 1987, en gagnant 20 sièges et distanciant l'alliance SDP-Libéraux. Après les élections, l'exécutif poursuit sa politique d'expulsion des membres de Militant, y compris deux députés qui soutenaient la tendance.
À partir de 1989-1990, les sondages donnent les travaillistes largement en tête devant les conservateurs, notamment en raison de l'introduction de la poll tax et d'une récession. En novembre 1990, Margaret Thatcher est remplacée par John Major à la tête du Parti conservateur et du gouvernement, ce qui permet aux conservateurs de remonter dans les sondages.
Pendant l'année 1991, Kinnock appelle le gouvernement à convoquer des élections et fait campagne sur le thème du changement après plus de dix ans de gouvernement conservateur. Les élections ont finalement lieu le 9 avril 1992 : alors que les observateurs prédisaient un parlement minoritaire voire une courte majorité travailliste, les conservateurs sont réélus avec une majorité de 21 sièges. Malgré une amélioration de performances du parti, c'est une terrible déception pour les travaillistes.
Kinnock démissionne alors et est remplacé par John Smith. Des tensions émergent à nouveau entre la gauche du parti et ceux qui s'identifient comme des « modernisateurs », les deux camps souhaitant de profonds changements dans le parti mais dans des directions opposées. Lors du congrès de 1993, Smith fait réduire l'influence des syndicats dans le choix des candidats aux élections législatives.
Le 15 septembre 1992, le gouvernement conservateur est obligé de retirer la livre sterling du mécanisme de taux de change européen (le « Black Wednesday »), ce qui ternit sa réputation de bon gestionnaire monétaire. À la fin de l'année 1992, les travaillistes sont largement en tête dans les sondages.
En mai 1994, John Smith meurt soudainement, victime d'une crise cardiaque.

### 1994-2010:New Labour
|                                              |  |                                                |
| Tony Blair, Premier ministre de 1997 à 2007. |  | Gordon Brown, Premier ministre de 2007 à 2010. |

À la mort de John Smith, un accord est conclu entre les « modernisateurs » Gordon Brown et Tony Blair, qui permet à ce dernier d'être élu chef du parti.
En 1995, Blair fait symboliquement modifier la « Clause IV » (qui prévoyait la nationalisation de l'économie) dans une stratégie qui vise à attirer les « Anglais moyens ». Tony Blair effectue un véritable recentrage de la ligne du parti autour de l'idée de Troisième voie développée par Anthony Giddens. On appelle cette nouvelle ligne politique le « New Labour » (« Nouveau Parti travailliste »). Ce nom s'inspire du slogan du congrès de 1994 qu'on retrouve dans un pré-programme électoral de 1995 :

« Le Nouveau Parti travailliste est un parti d'idées et d'idéaux mais pas d'idéologies surannées. Ce qui compte, c'est ce qui marche. Les objectifs sont radicaux, les moyens pour les atteindre seront modernes,. »

Afin de conquérir certaines circonscriptions conservatrices, les dirigeants du parti entreprennent de modifier leur base électorale en prenant leurs distances avec le mouvement ouvrier et en essayant de convaincre un électorat plus aisé. Certaines organisations syndicales se désaffilient du Labour, dont en 2004 la Fire Brigades Union, le syndicat des pompiers.
Tony Blair envisage un partenariat avec les libéraux-démocrates, allant jusqu'à suggérer lors des célébrations du centenaire du Parti travailliste, que la création du Labour a été une erreur dans la mesure où elle a affaibli le Parti libéral, qui fut un temps dominant dans la vie politique britannique. Le rapprochement échoue toutefois, le New Labour étant jugé trop à droite par Charles Kennedy, le dirigeant des libéraux-démocrates.
Le Parti travailliste remporte largement les élections générales de 1997 avec une majorité de 179 sièges, la plus large jamais obtenue par les travaillistes. Dans la décennie qui suit, le parti met en place de nombreuses réformes, qui permettent notamment de lutter contre la pauvreté,. Les travaillistes mettent également en place un salaire minimum et créent des assemblées dévolues en Écosse, au pays de Galles, en Irlande du Nord et à Londres. La popularité de Blair et un parti conservateur peu mobilisé sous William Hague permettent aux travaillistes de remporter encore largement les élections générales de 2001.
Toutefois, un tournant a lieu lorsque Tony Blair décide d'aligner sa position sur celle du président américain George W. Bush au sujet de la guerre d'Irak. Cette décision, très contestée, lui fait perdre beaucoup de soutien. L'idéologie du New Labour est devenue impopulaire auprès des militants du Parti travailliste et Blair s'emploie alors à empêcher tout débat interne. Ainsi, il supprime tout débat en conseil des ministres et réduit considérablement l'importance du congrès annuel du parti, qui discutait traditionnellement de sa politique.
Lors des élections générales de 2005, les travaillistes sont réélus avec une majorité réduite de 66 sièges et seulement 35,2 % des voix.
En 2006 et 2007, le gouvernement travailliste est atteint par le scandale « Cash for Honours » : il est révélé que plusieurs personnes sont proposées par Tony Blair pour devenir membre de la Chambre des lords en échange de dons ou de prêts au Parti travailliste.
Alors que le gouvernement travailliste est devenu impopulaire, Tony Blair annonce son intention de démissionner en septembre 2006. En mai 2007, le Parti travailliste perd les élections écossaises face au SNP. Peu de temps après, Blair démissionne et est remplacé comme chef du parti et comme Premier ministre par le chancelier de l'Échiquier Gordon Brown. Après une brève hausse des sondages, la popularité du gouvernement chute à nouveau. En mai 2008, le Parti travailliste perd les élections pour la mairie de Londres, lorsque le conservateur Boris Johnson défait le sortant Ken Livingstone, alors que le nombre de membres du parti chute à 156 205 à la fin 2009, contre 405 000 en 1997,,.
À partir de 2008, la crise économique affecte encore la popularité du gouvernement.
Durant la campagne pour les élections générales de 2010, il est un temps envisagé que les Libéraux-démocrates surpassent le Parti travailliste. Les travaillistes terminent finalement seconds derrière les conservateurs, mais avec seulement 29 % des voix. Le parlement est minoritaire et le Parti conservateur conclut un accord de coalition avec les Libéraux-démocrates, renvoyant le Parti travailliste dans l'opposition pour la première fois en 13 ans. Gordon Brown démissionne le 11 mai 2010.

### 2010-2024: longue période dans l'opposition
| Ed Miliband, chef du Parti travailliste de 2010 à 2015. |  | Jeremy Corbyn, chef du Parti travailliste de 2015 à 2019. |  | Keir Starmer, chef du Parti travailliste depuis 2020. |
| Ed Miliband, chef du Parti travailliste de 2010 à 2015. |  | Jeremy Corbyn, chef du Parti travailliste de 2015 à 2019. |  | Keir Starmer, chef du Parti travailliste depuis 2020. |

#### Présidence d'Ed Miliband
Après un intérim assuré par Harriet Harman, Ed Miliband est élu chef du Parti travailliste et chef de l'opposition officielle.
Les travaillistes se mettent à gagner de nouveaux adhérents : à la fin de l'année 2011, leur nombre a atteint 65 000 nouveaux membres,, et arrivent en tête lors des élections locales de 2011 et forment un gouvernement minoritaire au pays de Galles, mais perdent à nouveau les élections écossaises face au SNP. Ils enregistrent à nouveau un bon score lors des élections locales de 2012,, et un candidat travailliste remporte une élection partielle à la Chambre des communes le 15 novembre 2012, le premier siège gagné à une partielle pour le parti depuis 1997.
Lors des élections européennes de 2014, le Parti travailliste devance le Parti conservateur avec 20 sièges contre 19, mais le Parti pour l'indépendance du Royaume-Uni (UKIP) parvient à arriver en tête avec 24 sièges.
Pour les élections générales du 7 mai 2015, les sondages donnent travaillistes et conservateurs du Premier ministre sortant David Cameron au coude-à-coude sans que ni l'un ni l'autre ne semble capable d'avoir une majorité absolue. Contre toute attente, les conservateurs réussissent à remporter une majorité absolue avec 331 sièges alors que le Parti travailliste recule à 232 sièges, souffrant notamment du succès du SNP en Écosse, qui remporte 56 sièges sur 59 dans ce qui était jusque-là un bastion travailliste. Le lendemain, Ed Miliband présente sa démission. Harriet Harman prend de nouveau l'intérim.

#### Présidence de Jérémy Corbyn
Le 12 septembre 2015, Jeremy Corbyn, candidat adoptant une ligne anti-blairiste très marquée, est élu à la tête du parti travailliste dès le premier tour malgré l'hostilité de l'appareil du parti (et notamment de Tony Blair lui-même) et d'une grande partie de la presse. L'élection de ce radical, proche des partis anti-austérité grec SYRIZA et espagnol Podemos, marque après vingt ans de centrisme, un retour à un positionnement plus à gauche, que Jeremy Corbyn a rappelé dans son premier discours à la direction du parti réuni en congrès à Brighton le 22 septembre 2015 : « Depuis toujours, quelques personnes possèdent beaucoup et la majorité n'a presque rien. […] On nous dit qu'on ne peut rien y faire. […] Mais c'est pour lutter contre cette attitude que le Parti travailliste a été formé. Et c'est aujourd'hui encore la raison d'être des travaillistes. Nous sommes cette voix qui dit : vous n'avez pas à accepter la place qui vous a été donnée. ». Un mouvement populaire du nom de Momentum est formé en octobre 2015 pour soutenir son action.
Cependant, Corbyn est rapidement contesté par les élites du parti proches de Tony Blair : en juin 2016, 172 parlementaires votent une motion de défiance. Une élection interne dans laquelle il se représente se tient en septembre 2016. À l'issue du scrutin, Jeremy Corbyn est conforté par les militants à la tête du Parti travailliste, après avoir recueilli 62 % des voix face à Owen Smith.
Après l'élection de Jeremy Corbyn, le parti connaît un afflux d'adhérents qui se montrent bien plus critiques de la classe politique en général que les adhérents plus anciens. Lors de la campagne du scrutin de 2016, les partisans de Jeremy Corbyn se distinguent nettement de ceux d'Owen Smith sur l'idée d’obliger les députés sortants à être réinvestis par les militants de leur circonscription (les premiers y sont favorables à près de 70 %, les seconds défavorables à près de 80 %). Certains blairistes envisagent de constituer un nouveau parti mais cette option est abandonnée. En outre, leur principal groupe, Progress, est en difficultés financières depuis que son principal donateur, l'homme d'affaires David Sainsbury, l'une des plus grosses fortunes du Royaume-Uni, s'est retiré en 2017.
Sous la direction de Jeremy Corbyn, le Labour est régulièrement accusé d'avoir toléré des membres ou des partisans antisémites. Plusieurs membres du parti sont ainsi suspendus ou forcés de démissionner à la suite de déclarations controversées ; tel est notamment le cas de l'ancien maire de Londres Ken Livingstone. Alors que Jeremy Corbyn assure que le « Labour ne sera jamais complaisant avec l'antisémitisme », le parti est critiqué pour ses liens avec l'extrême gauche antisioniste, voire antisémite. Certains de ses adjoints et proches sont ainsi attaqués voire débarqués, tandis que lui-même présente ses excuses pour des propos antérieurs à son élection à la tête de l'opposition jugés ambigus. Durant l'année 2018, Jeremy Corbyn s'engage à plusieurs reprises à combattre les manifestations d'antisémitisme au sein du Labour,,,. Cette mise au point intervient alors que le Parti travailliste a adopté la définition de l'antisémitisme élaborée par l'Alliance internationale pour le souvenir de l'Holocauste, mais a reformulé quatre des onze exemples associés à cette définition, afin de préciser que critiquer les actions du gouvernement israélien n'est pas toujours un acte antisémite,. Cette reformulation a conduit plusieurs journaux juifs britanniques à accuser Jeremy Corbyn de poser « une menace existentielle » à la communauté juive. Cependant, en octobre 2016, une commission parlementaire mixte avait indiquée n'avoir pu établir « aucune preuve fiable et empirique attestant l’idée d’une prévalence plus prononcée des comportements antisémites au sein du Parti travailliste que dans les autres formations politiques ». En outre, une enquête commandée par l’organisme Campaign Against Anti-semitism (CAA) en 2017 relève que les préjugés antisémites ont diminué au sein du Parti travailliste depuis 2015 et qu'ils y sont moins présents qu'au Parti conservateur et qu'au Parti pour l'indépendance du Royaume-Uni (UKIP).

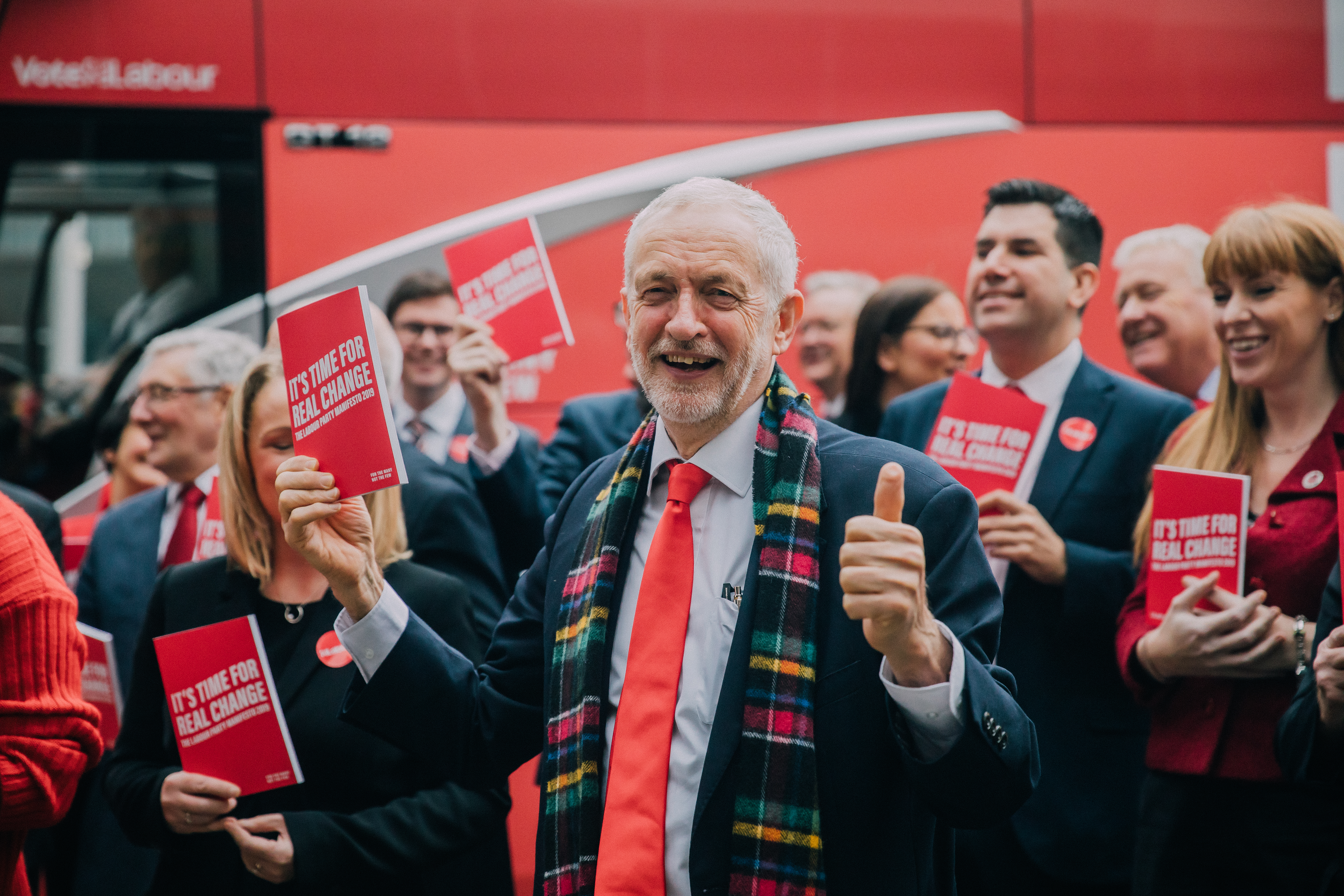
Jeremy Corbyn en campagne à Birmingham en novembre 2019.

Le parti obtient aux élections législatives de 2017 trois millions et demi de voix supplémentaires, ce qui constitue sa plus importante progression électorale de son histoire. Ce résultat est d'autant plus remarqué qu'ailleurs en Europe les partis sociaux-démocrates, comme le PS français et le SPD allemand, connaissent de fortes régressions. Le Parti travailliste enregistre également une progression considérable de ses effectifs militants : près de 570 000 en 2018, soit 300 000 de plus qu'en 2015 ; à elle seule, l'organisation de jeunesse travailliste, Young Labour, compterait en 2018 davantage de membres que le Parti conservateur tous âges confondus.
L'adhésion des classes populaires et des jeunes pourrait avoir été influencée par l'évolution de la ligne du parti sous l’impulsion de Corbyn. En proposant de renationaliser les chemins de fer et de rendre gratuit l'accès à l'université, le Labour rompt avec le néolibéralisme défendu par Tony Blair et certains membres de l'Internationale socialiste. Cependant cette ligne marquée provoque le départ de sept députés le 18 février 2019 qui forment The Independent Group, rebaptisé Change UK.
Les élections législatives de décembre 2019 sont un échec cuisant pour le Labour qui n'obtient que 32 % des suffrages au niveau du Royaume-Uni (en baisse de huit points), sous l'effet notamment de ses contradictions face au Brexit. Le parti se maintient dans les villes mais se fait devancer par les conservateurs à la campagne. Jeremy Corbyn annonce en conséquence démissionner.

#### Présidence de Keir Starmer
Le 4 avril 2020, au terme d'une élection interne, Keir Starmer prend aisément la tête du parti. Il bénéficie de l'image d'un rassembleur, à même de réunir toutes les tendances politiques du Labour. Il entreprend cependant après son élection un tournant plus à droite. Les « dix promesses » sur lesquelles il avait fait campagne et qui s'inscrivaient pour l'essentiel dans la continuité du programme de Jeremy Corbyn sont effacées du site en ligne du parti. Un groupe de socialistes membres du cabinet fantôme est rapidement exclu pour avoir voté contre deux projets de loi du gouvernement Johnson visant à garantir l'impunité aux militaires et aux agents de renseignement s'il commettaient des actes criminels au cours de leurs opérations. Rebecca Long Bailey, sa principale rivale lors du scrutin, est à son tour évincée du cabinet fantôme en juin 2020. Jeremy Corbyn est suspendu du parti en octobre et exclut de son groupe parlementaire pour avoir critiqué les conclusions d'un rapport sur l'attitude du Labour face à l'antisémitisme,. En janvier, c'est au tour du dirigeant écossais du parti, Richard Leonard, proche de Corbyn, d'être écarté. Les purges visant l'aile gauche du parti et le réalignement idéologique plus au centre conduisent plusieurs syndicats à envisager de se désaffilier du Labour tandis que le nombre de militants du parti chute de 55 000 à la fin de l'année 2020 alors que la tendance était à la hausse depuis plusieurs années. En février 2023, Keir Starmer répète sa volonté de tourner la page du « fléau » de l'antisémitisme.
En avril 2023, le parti travailliste britannique décide de suspendre la député Diane Abbott en raison d'une lettre publiée par le journal The Observer qu'elle a écrite sur le racisme. Elle y écrivait que les juifs, les Irlandais, les gens du voyage sont « sans aucun doute victimes de préjugés » mais « ne sont pas soumis toute leur vie au racisme », contrairement aux personnes noires. La lettre suscite de vives réactions, dont celle du Parti travailliste qui « condamne totalement ces commentaires, qui sont profondément offensants et erronés ». Le sujet de l'antisémitisme est notamment extrêmement sensible au sein du parti, qui a été secoué ces dernières années par des incidents à répétition.
En novembre, dans le contexte de la guerre à Gaza depuis 2023, 56 députés travaillistes - sur un total de 198 - défient Keir Starmer, représentant de la ligne centriste, en soutenant une motion parlementaire appelant à un cessez-le-feu dans la bande de Gaza. Dix d'entre eux démissionnent de leur poste au sein de la direction du parti, compromettant leurs chances de devenir ministres en 2024 si le parti remporte les élections. Keir Starmer est critiqué par son aile gauche pour refuser d'appeler à un cessez-le-feu, privilégiant des « pauses humanitaires ». Ces tensions au sein du parti se produisent alors que les manifestations de soutien aux Palestiniens, organisées à Londres toutes les semaines, ne cessent d'augmenter, les députés travaillistes rebelles ne cachant pas leur préoccupation de ne pas perdre le vote musulman dans leurs circonscriptions.
Les Travaillistes gagnent les élections de 2024 avec une majorité écrasante de 412 députés élus contre 122 pour les Conservateurs et 71 pour les Libéraux-démocrates. Néanmoins le parti recule en nombre de voix par rapport à 2019 et sa victoire est due avant tout à l'effondrement du parti conservateur.

### Depuis 2024: gouvernement Starmer
Le 29 juillet 2024, quelques semaines après l'annonce de l'annulation du plan britannique d'expulsion des demandeurs d’asile au Rwanda, un fils d'immigrés rwandais assassine trois fillettes à Southport. Ces meurtres causent des émeutes anti-immigration, ce qui pousse le gouvernement Starmer à lancer de manière anticipée l'opération Early Dawn (en) qui consiste à libérer plusieurs milliers de prisonniers — en baissant à 40 % le pourcentage minimal de la peine à effectuer — afin de faire de la place pour les émeutiers.

## Symboles

Le drapeau rouge était le premier symbole du Parti travailliste.

Le Parti travailliste est depuis longtemps identifié au rouge, une couleur traditionnellement liée au socialisme et au mouvement ouvrier. Le congrès du parti a officiellement adopté les couleurs rouge et or en 1931. Depuis la création du parti, le drapeau rouge est son symbole officiel. Le drapeau est associé au socialisme ainsi qu'à l'idée de révolution. La rose rouge, symbole de la social-démocratie, est adoptée comme symbole du parti en 1986.
Le drapeau rouge a inspiré la composition de The Red Flag, l'hymne du parti qui est chanté à la fin des congrès,,.

## Résultats électoraux

### Élections générales
| Élection | Dirigeant            | Voix       | %    | Rang | Sièges    | Résultat                 | Gouvernement     |
| -------- | -------------------- | ---------- | ---- | ---- | --------- | ------------------------ | ---------------- |
| 1900     | James Keir Hardie    | 62 698     | 1,8  | 3e   | 2 / 670   | Opposition               |                  |
| 1906     | James Keir Hardie    | 321 663    | 5,7  | 3e   | 29 / 670  | Opposition               |                  |
| 01/1910  | Arthur Henderson     | 505 657    | 7,6  | 3e   | 40 / 670  | Opposition               |                  |
| 12/1910  | George Nicoll Barnes | 371 802    | 7,1  | 3e   | 42 / 670  | Opposition               |                  |
| 1918[a]  | William Adamson      | 2 245 777  | 21,5 | 2e   | 57 / 707  | Opposition               |                  |
| 1922     | John Clynes          | 4 076 665  | 29,7 | 2e   | 142 / 615 | Opposition               |                  |
| 1923     | Ramsay MacDonald     | 4 267 831  | 30,7 | 2e   | 191 / 625 | Gouvernement minoritaire | MacDonald I      |
| 1924     | Ramsay MacDonald     | 5 281 626  | 33,3 | 2e   | 151 / 615 | Opposition               |                  |
| 1929[b]  | Ramsay MacDonald     | 8 048 968  | 37,1 | 1er  | 287 / 615 | Majorité                 | MacDonald II     |
| 1931     | Arthur Henderson     | 6 339 306  | 30,8 | 2e   | 52 / 615  | Opposition               |                  |
| 1935     | Clement Attlee       | 7 984 988  | 38,0 | 2e   | 154 / 615 | Opposition               |                  |
| 1945     | Clement Attlee       | 11 967 746 | 49,7 | 1er  | 393 / 640 | Majorité                 | Attlee I         |
| 1950     | Clement Attlee       | 13 266 176 | 46,1 | 1er  | 315 / 625 | Majorité                 | Attlee II        |
| 1951     | Clement Attlee       | 13 948 883 | 48,8 | 1er  | 295 / 625 | Opposition               |                  |
| 1955     | Clement Attlee       | 12 405 254 | 46,4 | 2e   | 277 / 630 | Opposition               |                  |
| 1959     | Hugh Gaitskell       | 12 216 172 | 43,8 | 2e   | 258 / 630 | Opposition               |                  |
| 1964     | Harold Wilson        | 12 205 808 | 44,1 | 1er  | 317 / 630 | Majorité                 | Wilson I         |
| 1966     | Harold Wilson        | 13 096 629 | 48,0 | 1er  | 364 / 630 | Majorité                 | Wilson II        |
| 1970     | Harold Wilson        | 12 208 758 | 43,1 | 2e   | 288 / 630 | Opposition               |                  |
| 02/1974  | Harold Wilson        | 11 645 616 | 37,2 | 1er  | 301 / 635 | Majorité                 | Wilson III       |
| 10/1974  | Harold Wilson        | 11 457 079 | 39,2 | 1er  | 319 / 635 | Majorité                 | Wilson IV        |
| 1979     | James Callaghan      | 11 532 218 | 36,9 | 2e   | 269 / 635 | Opposition               |                  |
| 1983     | Michael Foot         | 8 456 934  | 27,6 | 2e   | 209 / 650 | Opposition               |                  |
| 1987     | Neil Kinnock         | 10 029 807 | 30,8 | 2e   | 229 / 650 | Opposition               |                  |
| 1992     | Neil Kinnock         | 11 560 484 | 34,4 | 2e   | 271 / 651 | Opposition               |                  |
| 1997     | Tony Blair           | 13 518 167 | 43,2 | 1er  | 418 / 659 | Majorité                 | Blair I          |
| 2001     | Tony Blair           | 10 724 953 | 40,7 | 1er  | 413 / 659 | Majorité                 | Blair II         |
| 2005     | Tony Blair           | 9 562 122  | 35,3 | 1er  | 356 / 646 | Majorité                 | Blair III, Brown |
| 2010     | Gordon Brown         | 8 601 441  | 29,1 | 2e   | 258 / 650 | Opposition               |                  |
| 2015     | Ed Miliband          | 9 344 328  | 30,4 | 2e   | 232 / 650 | Opposition               |                  |
| 2017     | Jeremy Corbyn        | 12 874 985 | 40,0 | 2e   | 262 / 650 | Opposition               |                  |
| 2019     | Jeremy Corbyn        | 10 292 354 | 32,2 | 2e   | 202 / 650 | Opposition               |                  |
| 2024     | Keir Starmer         | 9 704 655  | 33,7 | 1er  | 411 / 650 | Majorité                 | Starmer          |

- ^  Premières élections sous le Representation of the People Act 1918 : tous les hommes de plus de 21 ans et la plupart des femmes de plus de 30 ans peuvent voter

### Élections européennes
| Année | Voix      | %    | Mandats | Rang | Groupe |
| ----- | --------- | ---- | ------- | ---- | ------ |
| 1979  | 4 253 247 | 31,2 | 17 / 81 | 2e   | SOC    |
| 1984  | 4 865 224 | 34,7 | 32 / 81 | 2e   | SOC    |
| 1989  | 6 153 640 | 39,0 | 45 / 81 | 1er  | SOC    |
| 1994  | 6 753 863 | 42,6 | 62 / 87 | 1er  | PSE    |
| 1999  | 2 803 821 | 28,0 | 29 / 87 | 2e   | PSE    |
| 2004  | 3 718 683 | 22,6 | 19 / 78 | 2e   | PSE    |
| 2009  | 2 381 760 | 15,7 | 13 / 72 | 3e   | S&D    |
| 2014  | 4 020 646 | 23,4 | 20 / 73 | 2e   | S&D    |
| 2019  | 2 347 255 | 13,7 | 10 / 73 | 3e   | S&D    |

### Élections parlementaires écossaises
| Année | %    | Mandats  | Rang | Gouvernement |
| ----- | ---- | -------- | ---- | ------------ |
| 1999  | 33,6 | 53 / 129 | 1er  | McConnell I  |
| 2003  | 29,3 | 50 / 129 | 1er  | McConnell II |
| 2007  | 29,2 | 46 / 129 | 2e   | Opposition   |
| 2011  | 26,3 | 37 / 129 | 2e   | Opposition   |
| 2016  | 19,1 | 24 / 129 | 3e   | Opposition   |
| 2021  | 17,9 | 22 / 129 | 3e   | Opposition   |

### Élections parlementaires galloises
| Année | %               | %     | Mandats | Rang | Gouvernement |
| Année | Circonscription | Liste | Mandats | Rang | Gouvernement |
| ----- | --------------- | ----- | ------- | ---- | ------------ |
| 1999  | 37,6            | 35,5  | 28 / 60 | 1er  | Gouvernement |
| 2003  | 40,0            | 36,6  | 30 / 60 | 1er  | Gouvernement |
| 2007  | 32,2            | 29,6  | 26 / 60 | 1er  | Gouvernement |
| 2011  | 42,3            | 36,9  | 30 / 60 | 1er  | Gouvernement |
| 2016  | 34,7            | 31,5  | 29 / 60 | 1er  | Gouvernement |
| 2021  | 39,9            | 36,2  | 30 / 60 | 1er  | Gouvernement |